# نظام الحكم في اليمن
النظام السياسي في اليمن  تأسس في 22 مايو 1990م بإعلان قيام الوحدة اليمنية.

## مراحل النظام السياسي

### الفترة الأولى
تبدأ منذ أول يوم لإعلان تحقيق الوحدة اليمنية وقيام الجمهورية اليمنية في 22 مايو 1990 م، وتنتهي هذه الفترة في 27-إبريل-1993م وذلك بإجراءات انتخابات نيابية وإعادة تشكيل هيئات السلطة العليا بموجب نتائج تلك الانتخابات بعد أن كانت هذه السلطات مشكلة وفقا لاتفاقية الوحدة وعلى أساس فترة انتقالية.

### الفترة الثانية
فترة الإئتلاف الثلاثي في الحكم بين المؤتمر الشعبي العام و التجمع اليمني للإصلاح و الحزب الاشتراكي اليمني، و وقد أتت هذه الفترة كنتيجة لانتخابات 27 إبريل 1993م البرلمانية، وانتهت بمغامرة قيادة الحزب الاشتراكي في محاولة العودة إلى الانفصال والسعي لذلك عن طريق الحرب وقد انتهت المحاولة بفشل الانفصال وتثبيت الوحدة في يوم 7 يوليو 1994م.

### الفترة الثالثة
تميزت بائتلاف بين المؤتمر الشعبي العام و التجمع اليمني للإصلاح، وبإجراء التعديلات الدستورية التي تضمنت تغيير شكل رئاسة الدولة والتحول من مجلس الرئاسة إلى رئيس جمهورية، ولقد تميزت هذه المرحلة بإصلاح ما أفسدته حرب الانفصال اليمنية وتدعيم روابط الوطن في أوساط المجتمع وتعزيز هيكلة مؤسسات الدولة في إطار اليمن الموحد بالإضافة إلى تنامي عدد مؤسسات المجتمع المدني، واستمرت هذه الفترة إلى 27 أبريل 1997م.

### الفترة الرابعة
بدأت بعد انتخابات 27 إبريل 1997م وحصول المؤتمر الشعبي العام على الأغلبية وتشكيلة الحكومة بمفرده وذلك تحقيقا لإرادة الناخب اليمني وقد اتسمت هذه الفترة بتعميق الطابع الديمقراطي للنظام السياسي وإدخال إصلاحات دستورية.

### الفترة الخامسة
تميزت هذه الفترة بإجراء أول انتخابات رئاسية مباشرة سنة 1999م يفوز فيها مرشح الإجماع الوطني الرئيس السابق علي عبد الله صالح للفترة الرئاسية 1999-2006م، كما شهدت هذه الفترة إقرار قانون السلطة المحلية.
وتم إجراء انتخابات السلطة المحلية والاستفتاء على التعديلات الدستورية، وإنشاء مجلس الشورى اليمني، وتمديد فترة رئيس الجمهورية لتصبح سبع سنوات، وتمديد فترة مجلس النواب اليمني لتصبح ست سنوات .

## خصائص النظام السياسي

### هيمنة الرئيس
يتمتع الرئيس في النظام السياسي اليمني بصلاحيات دستورية واسعة جعلت من منصبة الطرف الأكثر تأثيراً في الحياة العامة، أما من الناحية الواقعية فإن سلطاته تتجاوز بكثير الصلاحيات المنصوص عليها في الدستور وقد تمتد لتصل لكل شيء داخل نطاق الدولة وتتجسد في سلطة الدولة ذاتها .
وهيمنة الرئيس في النظام السياسي لها صلة وثيقة بعلاقته بالقوات المسلحة واجهزة الأمن واتساع سلطاته الدستورية والعملية وتراكم خبرته وضعف القيود التي تحد من تصرفة في مقدرات الدولة المالية والمادية والإعلامية .

## أسس الدولة
- الجمهورية اليمنية دولة عربية إسلامية مستقلة ذات سيادة، وهي وحدة لا تتجزأ، والشعب اليمني جزء من الأمة العربية والإسلاميـة.
- الإسلام دين الدولة، كما أن اللغـة العربيـة هي لغتهـا الرسميـة في البلاد ويعتمد النظام السياسي ونظام الحكم على الشريعـة الإسلاميـة باعتبارها مصـدر جميـع التشريعـات.
- والشعب مالك السلطة ومصدرها، ويمارسها بشكل مباشر عن طريق الاستفتاء والانتخـابات العامة، كما يزاولها بطريقه غير مباشرة عن طريق الهيئات التشريعية والتنفيذية والقضائية وعن طريق المجالس المحليـة المنتخبـة.
- ويقوم النظام السياسي للجمهورية على التـعددية السياسية والحزبية وذلك بهدف تداول السلطة سلمياً، وهناك قانون للأحزاب الذي بدوره ينظم الأحكام والإجراءات الخاصة بتكوين التنظيمات والأحزاب السياسية وممارسة النشاط السياسي للأحزاب ومختلف القوى السياسية.
- واليمن باعتبارها دولة ذات سيادة وعضو في الأمم المتحدة فإنها تعمل بميثـاق الأمم المتـحـدة والإعلان العالمي لحقوق الإنسان وميثـاق جـامعة الدول العربيـة وقواعد القانون الدولي المعترف بها بصـورة عامـة.
- المواطنـون جميعهم متساوون في الحقوق والواجبـات العامـة، ولكل مواطن حق الإسهام في الحياة السياسية والاقتصادية والاجتماعية والثقافية وتكفل الدولة حرية الفكر والإعراب عن الرأي بالقول والكتابة والتصوير في حـدود القانـون، وللمواطن حق الانتخـاب والترشيح وإبداء الرأي في الاستفتاء، وينظم القانون الأحكام المتعلقة بممارسـة هـذا الـحـق، كما ينظم القانون الجنسية اليمنية، ولا يجوز إسقاطها عن يمني إطلاقاً كما لا يجوز سحبها ممن اكتسبها إلا وفقاً للقانـون.

## السلطة التشريعية (مجلس النواب)
مجلس النواب هو السلطة التشريعية للدولة وهو الذي يقرر القوانين ويقر السياسة العامة للدولة والخطة العامة للتنمية الاقتصادية والاجتماعية والموازنة العامة والحساب الختامي، كما يمارس الرقابة على أعمال الهيئة التنفيذية على الوجه المبيـن فـي الدستـور.

## السلطة التنفيذية
يمارس السلطة التنفيذية نيابة عن الشعب رئيس الجمهورية ومجلـس الـوزراء ضمن الحدود المنصوص عليهـا في الدستـور.

### اولاً: رئيس الجمهورية
- رئيس الجمهورية هو رئيس الدولة، يتم انتخابه وفقـا للدستـور، ويعتبر رئيساً للجمهورية من يحصل على الأغلبية المطلقة للذين شاركوا في الانتخابات، يعمل رئيـس الجمهورية على تجسيد إرادة الشعب واحتـرام الدستور والقانون وحماية الوحدة الوطنية ومبـادئ وأهداف الثـورة اليمنيـة، والالتزام بالتداول السلمي للسلطة، والإشراف على المهام السيادية المتعلقة بالدفاع عن الجمهورية، وتلك المرتبطة بالسياسة الخارجية للدولة، ويمارس صلاحياته على الوجـه المبيـن في الدستــور، ومدة رئيس الجمهورية سبع سنوات شمسية تبدأ من تاريخ أداه اليمين الدستورية ولا يجوز لأي شخص تولي منصب الرئيس لأكـثـر من دورتين مدة كل دورة سبع سنوات فقط.
- مجلس الشورى

- - ينشأ بقرار من رئيس الجمهوريـة مجلس شورى من ذوى الخبرات والكفاءات والشخصيات الاجتماعية لتوسيع قاعدة المشاركة في الرأي والاستفادة من الكفاءات والخبرات الوطنية، وفي سبيل القيام بمهامه يمارس مجلس الشورى صلاحياته الدستورية التالية :

1. تقديم الدراسات والمقترحات التي تساعد الدولة على رسم استراتيجياتها التنموية وتسهم في حشد الجهود الشعبية من اجل ترسيخ النهج الديمقراطي وتقديم الاقتراحات التي تساعد على تفعيل مؤسسات الدولة وتسهم في حل المشاكل الاجتماعية وتعمق الوحدة الوطنية.
2. إبداء الرأي والمشورة في المواضيع الأساسية التي يرى رئيس الجمهورية عرضها على المجلس.
3. تقديم الرأي والمشورة بما يسهم في رسم الإستراتيجية الوطنية والقومية للدولة في المجالات السياسية والاقتصادية والاجتماعية والعسكرية والأمنية لتحقيق أهدافها علي المستويين الوطني والقومي.
4. إبداء الرأي والمشورة في السياسيات والخطط والبرامج المتعلقة بالإصلاح الإداري وتحديث أجهزة الدولة وتحسين الأداء.
5. الاشتراك مع مجلس النواب بتزكية المرشحين لمنصب رئيس الجمهورية والمصادقة على خطط التنمية الاقتصادية والاجتماعية والمعاهدات والاتفاقيات المتعلقة بالدفاع والتحالف والصلح والسلم والحدود والتشاور فيما يرى رئيس الجمهورية عرضه من قضايا على الاجتماع المشترك.
6. رعاية الصحافة ومنظمات المجتمع المدني ودراسة أوضاعها وتطويرها وتعزيز دورها.
7. تقييم السياسات الاقتصادية والمالية والنقدية، وتقييم تنفيذ برامج الاستثمار السنوية.
8. استعراض تقارير جهاز الرقابة والمحاسبة ورفع تقرير بشأنها إلي رئيس الجمهورية.

### ثانياً: مجلس الوزراء
مجلس الوزراء هو حكومة الجمهورية اليمنية وهو الهيئة التنفيذية والإدارية العليا للدولة ويتبعها بدون استثناء جميع الإدارات والأجهزة والمؤسسات التنفيذية التابعـة للدولـة، وتتكون الحكومة من رئيس الوزراء ونوابه والوزراء، ويؤلفون جميعاً مجلس الوزراء، ويحدد القانون الأسس العامة لتنظيم الوزارات وأجهزة الدولة المختلفة، ويختار رئيس الوزراء أعضاء وزارتـه بالتشاور مع رئيس الجمهورية، ويطلب الثقة بالحكومة على ضوء برنامج يتقدم بـه إلى مجلـس النـواب. كما أن رئيس الوزراء والوزراء مسئولون أمام رئيس الجمهورية ومجلس النواب مسئوليـة جماعيـة عـن أعمـال الحكومـة.

### ثالثا: أجهزة السلطة المحلية
- تُقسِّم أراضي الجمهورية اليمنية إلى وحدات إدارية، يبين القانون عددها وحـدودها وتقسيماتها والأسس والمعايير العلمية التي يقوم عليها التقسيم الإداري، كما يبين القانون طريقة ترشيح وانتخاب واختيار وتعيين رؤسائها، ويحدد اختصاصاتهم، واختصاصـات رؤسـاء المصالـح فيهـا.
- تتمتع الوحدات الإدارية بالشخصية الاعتبارية ويكون لها مجالس محلية منتخبة انتخاباً حراً مباشر أو متساوياً على مستوى المحافظة والمديرية، وتمارس مهامها وصلاحياتها في حدود الوحدة الإدارية، وتتولى اقتراح البرامج والخطط والموازنات الاستثمارية للوحدة الإدارية، كما تقوم بالإشراف والرقابة والمحاسبة لأجهزة السلطة المحلية وفقاً للقانون، ويحدد القانون طريقة الترشيح والانتخاب للمجالس المحلية ونظام عملها ومواردها المالية وحقوق وواجبات أعضائها ودورها في تنفيذ الخطط والبرامج التنموية وجميع الأحكام الأخرى المتصلة بها وذلك بمراعاة اعتمـاد مبـدأ اللامركزيـة الإداريـة والماليـة كأسـاس لنظـام الإدارة المحليـة.
- تعتبر كل الوحدات الإدارية والمجالس المحلية جزءً لا يتجزأ من سلطة الدولـة، ويكون المحافظـون محاسبين ومسئولين أمام رئيس الجمهورية ومجلس الوزراء وقراراتهمـا ملزمـة لهم ويجب عليهم تنفيذها في كل الحالات، ويـحـدد القانـون طريقـة الرقابـة على أعمـال المجالس المحليـة، وتقوم الدولة بتشجيع ورعاية هيئات التطوير التعاوني على مستوى الوحدات الإدارية باعتبارهـا من أهـم وسائـل التنميـة المحليـة.

## السلطة القضائية
- القضاء سلطة مستقلة قضائياً ومالياً وإدارياً والنيابة العامة هيئة من هيئاته، وتتولى المحاكم الفصل في جميع المنازعات والجرائم، والقضاة مستقلون لا سلطان عليهم في قضائهم لغير القانون ولا يجوز لأية جهة وبأية صورة التدخل في القضايا أو في شأن من شئون العدالة ويعتبر مثل هذا التدخل جريمة يعاقب عليها القانون، ولا تسقط الدعـوى فيهـا بالتقـادم.
- و القضاء وحدة متكاملة، ويرتب القانون الجهات القضائية ودرجاتها ويحدد اختصاصاتها، كما يحدد الشروط الواجب توفرها فيمن يتولى القضاء وشروط وإجراءات تعيين القضاة ونقلهم وترقيتهم والضمانات الأخرى الخاصة بهم ولا يجوز إنشاء محاكم استثنائية بأي حال من الأحوال.

### مجلس القضاء الأعلى
ينظمـه القانون ويبين اختصاصاته وطريقة ترشيح وتعيين أعضائــه، ويعمل على تطبيق الضمانات الممنوحة للقضاة من حيث التعيين والترقية و الفصل والعزل وفقاً للقانون، ويتولى المجلس دراسة وإقرار مشروع موازنة القضـاء، تمهيـداً لإدراجهـا رقماً واحـداً في الموازنة العامـة للدولـة.

### المحكمة العليا للجمهورية
هي أعلى هيئـة قضائيـة، ويحدد القانون كيفية تشكيلها ويبين اختصاصاتها والإجراءات التي تتبع أمامهـا، وتمارس على وجه الخصوص في مجـال القضـاء ما يلـي:
1. الفصل في الدعاوى والدفوع المتعلقة بعدم دستورية القوانين واللوائـح والأنظمـة والقـرارات.

1. الفصـل في تنــازع الاختصــاص بيـن جهـات القضـاء.

1. التحقيق وإبداء الرأي في صحـة الطعون المحالة إليها من مجلس النواب المتعلقة بصحـة عضوية أي من أعضائه.

1. الفصل في الطعون في الأحكام النهائية وذلك في القضايا المدنيـة والتـجـارية والجنائيـة والأحـوال الشخصيـة والمنازعات الإدارية والدعاوى التأديبية وفقا للقانون.

1. محـاكمة رئيس الجمهورية ونائب الرئيس ورئيس الوزراء والوزراء ونوابهم وفقاً للقانون.

- جلسات المحاكم علنيـة إلا إذا قررت المحكمة جعلها سرية مراعاة للنظام العام والآداب وفـي جـميع الأحوال يكون النطق بالحكم في جلسة علنية.

## مواضيع ذات علاقة
- أحزاب سياسية في اليمن